# バリアン・メディカル・システムズ

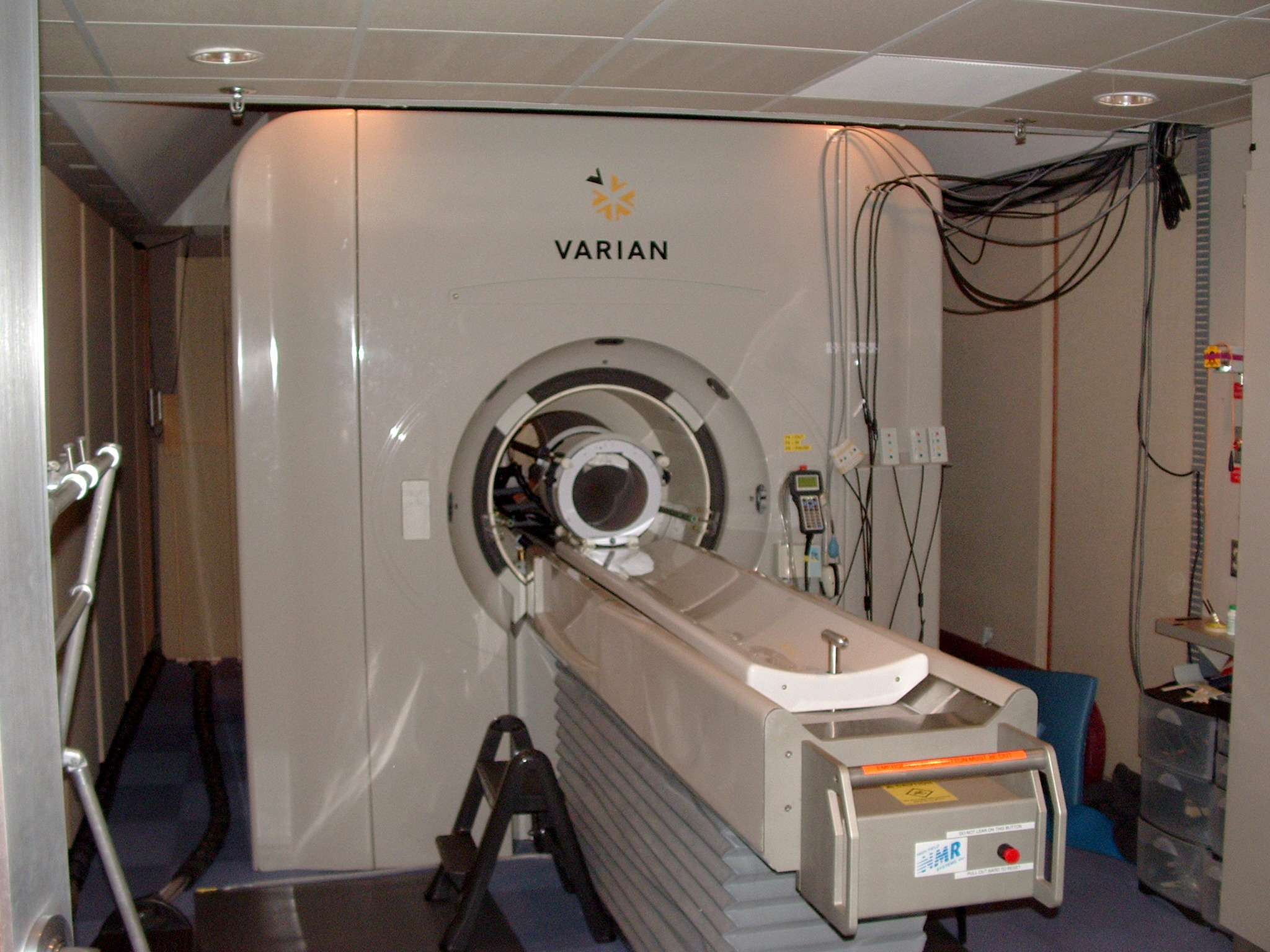
4TのMRI

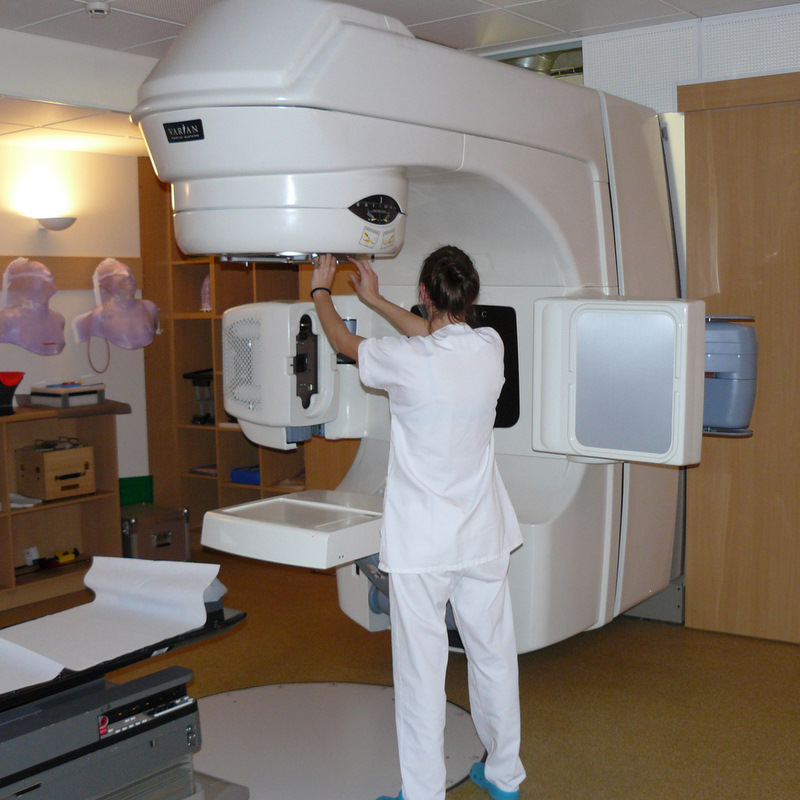
放射線療法の装置

バリアン・メディカルシステムズはカリフォルニア州パロアルトを拠点とする医療機器メーカー。現在はシーメンスヘルシニアーズの子会社。

## 概要
バリアン・アソシエイツの1999年に事業の分割により医療機器部門を引き継いで設立された企業で医療機器を開発、製造する。
2016年にはJUST CapitalとForbes誌が初めて発表したアメリカ合衆国における最も公正な企業100社を選出する『JUST 100』リストの医療機器&サービス部門において首位を獲得した。 2021年4月、シーメンスヘルシニアーズによる買収を受けその子会社となった。

## 沿革
- 1948年 設立
- 1953年 パロアルトへ移転
- 1956年 ニューヨーク証券取引所に株式を公開
- 1959年 Russell Harrison Varianが死去
- 1961年 Sigurd Fergus Varianが死去
- 1967年 日本電気との合弁会社で日電バリアン（現キヤノンアネルバ）を創立
- 1977年10月 日本電気との合弁を解約
- 1999年 - 事業を半導体製造装置、医療機器と分析装置の3分野に分割
- 2021年 - シーメンスヘルシニアーズによる買収を受け子会社化

## 製品
- 放射線治療装置
- 陽子線治療装置